# Бокситогорский район
Бокситого́рский райо́н — муниципальное образование в юго-восточной части Ленинградской области Российской Федерации.
Административный центр — город Бокситогорск.

## География
Площадь района — 7,18 тыс. км², что составляет 9,59 % площади области. По этому показателю район занимает третье место в регионе.
Граничит:
- на востоке — с Вологодской областью (Бабаевский и Чагодощенский районы);
- на юге — с Новгородской областью (Хвойнинский и Любытинский районы);
- на северо-западе — с Тихвинским муниципальным районом.

Расстояние от административного центра района до Санкт-Петербурга — 250 км.

## Природа
Основная часть района находится на возвышенной Тихвинской гряде, абсолютные высоты 150—250 метров над уровнем моря. Западная часть района находится на Тихвинской низменности с высотами 50-100 метров.
На территории района имеются месторождения бокситов, известняков, доломитов, торфа.
Климат района умеренно континентальный. Средняя температура июля — 17 °C, января — −10 °C. Годовое количество осадков 650—700 мм.
В западной части района протекают реки, относящиеся к бассейну Балтийского моря (Воложба, Тихвинка), а в восточной — реки, относящиеся к бассейну Каспийского моря (Чагода, Лидь, Колпь).
В западной части района преобладают сильноподзолистые и дерново-подзолистые почвы, а в восточной — болотные и торфяные.
В районе преобладают коренные леса, причём в западной части еловые со средним уровнем лесистости, а восточной — сосновые с высоким уровнем лесистости.
Из млекопитающих в районе обитают лось, медведь, ондатра, лисица, волк, из птиц — глухарь, куропатка, рябчик, тетерев.
В районе расположены следующие особо охраняемые природные территории:
- «Река Рагуша» — комплексный памятник природы
- «Вепсский лес» — региональный природный парк

## История
Бокситогорский район был образован 25 июля 1952 года в составе Ленинградской области. В его состав вошли 17 сельсоветов: Большедворский, Борский, Галичский, Новодеревенский, Сенновский и Труфановский сельсоветы, ранее входившие в состав Тихвинского района, а также Анисимовский, Стругский, Самойловский и Окуловский сельсоветы, ранее входившие в состав Ефимовского района.
9 декабря 1954 года посёлок городского типа Пикалёво получил статус города районного подчинения.
5 июля 1956 года в состав Бокситогорского района были включены Дмитровский и Мозолевский сельсоветы Дрегельского района Новгородской области, а 12 апреля 1957 года в Тихвинский район был передан Плесовский сельсовет.
1 февраля 1963 года Бокситогорский район был упразднён, а его территория была включена в состав Тихвинского (7 сельсоветов) и Ефимовского (4 сельсовета) сельских районов. Город Бокситогорск был отнесён к категории городов областного подчинения.
12 января 1965 года Бокситогорский район был восстановлен. В его состав вошли город Пикалёво, рабочий посёлок Ефимовский, 21 сельсовет из бывшего Ефимовского района и 7 сельсоветов из Тихвинского района. Районным центром стал город областного подчинения Бокситогорск.
В июле 1992 года город Пикалёво был отнесён к категории городов областного подчинения.
18 января 1994 года постановлением главы администрации Ленинградской области № 10 «Об изменениях административно-территориального устройства районов Ленинградской области» было изменено название административно-территориальной единицы «сельсовет» на исторически традиционное наименование административно-территориальной единицы России «волость», таким образом в составе района было организовано 14 волостей.
17 апреля 1996 года после принятия областного закона № 9-ОЗ «Об административно-территориальном устройстве Ленинградской области» Бокситогорский район получил статус муниципального образования.
1 января 2006 года в соответствии с областным законом № 52-оз от 1 сентября 2004 года «Об установлении границ и наделении соответствующим статусом муниципального образования Тихвинский муниципальный район и муниципальных образований в его составе» в районе были образованы три городских и восемь сельских поселений.
13 октября 2014 года был принят областной закон № 64-оз об изменении категории населённого пункта Красный Броневик — посёлок на деревню.

## Население
| 1959    | 1970    | 1979    | 1989    | 1997    | 2002    | 2006    | 2009    | 2010    |
| ------- | ------- | ------- | ------- | ------- | ------- | ------- | ------- | ------- |
| 52 875  | ↗55 665 | ↘49 999 | ↘49 452 | ↘42 800 | ↗59 195 | ↘55 100 | ↘53 974 | ↘53 842 |
| 2011    | 2012    | 2013    | 2014    | 2015    | 2016    | 2017    | 2018    | 2019    |
| ↘53 711 | ↘52 956 | ↘52 340 | ↘51 941 | ↘51 298 | ↘50 756 | ↘50 412 | ↘50 019 | ↘49 256 |
| 2020    | 2021    | 2023    | 2024    | 2025    |         |         |         |         |
| ↘48 625 | ↗51 751 | ↘50 977 | ↘50 855 | ↘50 135 |         |         |         |         |

В районе расположены 2 города — Пикалёво и Бокситогорск, и 1 посёлок городского типа — Ефимовский.

### Национальный состав
По итогам переписи населения 2020 года проживали следующие национальности (национальности менее 0,1 % и другое, см. в сноске к строке «Другие»):
| Национальность | Численность, чел. | Доля     |
| -------------- | ----------------- | -------- |
| Русские        | 48 636            | 93,98 %  |
| Украинцы       | 191               | 0,37 %   |
| Таджики        | 133               | 0,26 %   |
| Белорусы       | 121               | 0,23 %   |
| Вепсы          | 116               | 0,22 %   |
| Узбеки         | 106               | 0,20 %   |
| Татары         | 80                | 0,15 %   |
| Армяне         | 71                | 0,14 %   |
| Киргизы        | 64                | 0,12 %   |
| Карелы         | 44                | 0,09 %   |
| Другие         | 2233              | 4,33 %   |
| Итого          | 51 751            | 100,00 % |

## Муниципально-территориальное устройство
Бокситогорский муниципальный район как административно-территориальная единица делится на 7 поселений, как муниципальное образование — включает три городских и четыре сельских поселения.
| № | Поселение                          | Административный центр       | Количество населённых пунктов | Население (чел.) | Площадь (км²) |
| - | ---------------------------------- | ---------------------------- | ----------------------------- | ---------------- | ------------- |
| 1 | Бокситогорское городское поселение | город Бокситогорск           | 11                            | ↘15 560          | 213,37        |
| 2 | Ефимовское городское поселение     | городской посёлок Ефимовский | 82                            | ↘5379            | 995,99        |
| 3 | Пикалёвское городское поселение    | город Пикалёво               | 1                             | ↘19 830          | 38,06         |
| 4 | Большедворское сельское поселение  | деревня Большой Двор         | 49                            | ↘1675            | 842,00        |
| 5 | Борское сельское поселение         | деревня Бор                  | 32                            | ↘3296            | 699,21        |
| 6 | Лидское сельское поселение         | посёлок Заборье              | 37                            | ↘2219            | 1501,45       |
| 7 | Самойловское сельское поселение    | посёлок Совхозный            | 49                            | →2176            | 421,38        |

В апреле 2014 года Анисимовское влилось в Самойловское сельское поселение.
В мае 2014 года Заборьевское и Подборовское сельские поселения объединились в Лидское сельское поселение.
В мае 2019 года Климовское и Радогощинское сельские поселения влились в Ефимовское городское поселение.

## Населённые пункты
В Бокситогорском районе 261 населённый пункт.
| №   | Населённый пункт     | Тип                  | Население | Муниципальное образование          |
| --- | -------------------- | -------------------- | --------- | ---------------------------------- |
| 1   | Абрамова Гора        | деревня              | ↘0        | Ефимовское городское поселение     |
| 2   | Алёшины Нивы         | посёлок              | ↗1        | Ефимовское городское поселение     |
| 3   | Амосова Гора         | деревня              | →0        | Ефимовское городское поселение     |
| 4   | Анисимово            | деревня              | ↘418      | Самойловское сельское поселение    |
| 5   | Астрачи              | деревня              | ↘19       | Большедворское сельское поселение  |
| 6   | Астрачи              | посёлок ж.д. станции | ↘3        | Большедворское сельское поселение  |
| 7   | Баламутово           | деревня              | ↗7        | Большедворское сельское поселение  |
| 8   | Батьково             | деревня              | ↗30       | Бокситогорское городское поселение |
| 9   | Белая                | деревня              | ↘12       | Ефимовское городское поселение     |
| 10  | Белый Бор            | деревня              | ↗9        | Большедворское сельское поселение  |
| 11  | Белячиха             | деревня              | →6        | Ефимовское городское поселение     |
| 12  | Бередниково          | деревня              | ↘5        | Большедворское сельское поселение  |
| 13  | Бережок              | деревня              | ↗26       | Ефимовское городское поселение     |
| 14  | Бирючово             | деревня              | ↘26       | Ефимовское городское поселение     |
| 15  | Боброзеро            | деревня              | ↗23       | Ефимовское городское поселение     |
| 16  | Бокситогорск         | город                | ↘15 292   | Бокситогорское городское поселение |
| 17  | Болото               | деревня              | ↗21       | Борское сельское поселение         |
| 18  | Большой Двор         | деревня              | ↗34       | Самойловское сельское поселение    |
| 19  | Большой Двор         | деревня              | ↗1011     | Большедворское сельское поселение  |
| 20  | Большой Двор         | посёлок ж.д. станции | ↘13       | Большедворское сельское поселение  |
| 21  | Большой Остров       | деревня              | ↗90       | Борское сельское поселение         |
| 22  | Бор                  | деревня              | ↘1690     | Борское сельское поселение         |
| 23  | Бор                  | посёлок              | ↗6        | Ефимовское городское поселение     |
| 24  | Борисово             | деревня              | ↗10       | Большедворское сельское поселение  |
| 25  | Борисовщина          | деревня              | ↘1        | Ефимовское городское поселение     |
| 26  | Борки                | деревня              | ↗18       | Большедворское сельское поселение  |
| 27  | Бороватое            | деревня              | ↗4        | Борское сельское поселение         |
| 28  | Бочатино             | деревня              | ↗10       | Самойловское сельское поселение    |
| 29  | Бочево               | деревня              | ↗8        | Борское сельское поселение         |
| 30  | Бочево               | деревня              | →7        | Ефимовское городское поселение     |
| 31  | Бурково              | деревня              | ↘3        | Большедворское сельское поселение  |
| 32  | Василёво             | деревня              | ↘3        | Большедворское сельское поселение  |
| 33  | Васьково             | деревня              | ↘0        | Лидское сельское поселение         |
| 34  | Васьково             | посёлок              | ↘91       | Лидское сельское поселение         |
| 35  | Великий Двор         | деревня              | ↗27       | Большедворское сельское поселение  |
| 36  | Великий Двор         | посёлок              | ↘0        | Лидское сельское поселение         |
| 37  | Великое Село         | деревня              | ↘6        | Ефимовское городское поселение     |
| 38  | Велье                | деревня              | ↗15       | Самойловское сельское поселение    |
| 39  | Веретье              | деревня              | ↗42       | Большедворское сельское поселение  |
| 40  | Верховье             | деревня              | ↘54       | Лидское сельское поселение         |
| 41  | Верховье             | деревня              | ↗20       | Самойловское сельское поселение    |
| 42  | Вожани               | деревня              | ↘2        | Ефимовское городское поселение     |
| 43  | Володино             | деревня              | ↘1        | Самойловское сельское поселение    |
| 44  | Вороньи Горки        | деревня              | ↘6        | Ефимовское городское поселение     |
| 45  | Врачово              | деревня              | ↘8        | Большедворское сельское поселение  |
| 46  | Врачово              | деревня              | ↗20       | Лидское сельское поселение         |
| 47  | Гагрино              | деревня              | →0        | Самойловское сельское поселение    |
| 48  | Галично              | деревня              | ↗41       | Большедворское сельское поселение  |
| 49  | Глядково             | деревня              | →0        | Самойловское сельское поселение    |
| 50  | Головачово           | посёлок              | ↘23       | Лидское сельское поселение         |
| 51  | Головково            | деревня              | ↗13       | Самойловское сельское поселение    |
| 52  | Горелуха             | деревня              | ↘10       | Большедворское сельское поселение  |
| 53  | Горка                | деревня              | ↗17       | Бокситогорское городское поселение |
| 54  | Горка                | деревня              | ↘3        | Самойловское сельское поселение    |
| 55  | Городок              | деревня              | ↘7        | Ефимовское городское поселение     |
| 56  | Горушка              | деревня              | ↘4        | Большедворское сельское поселение  |
| 57  | Гостихино            | деревня              | →0        | Борское сельское поселение         |
| 58  | Григоркино           | деревня              | ↗12       | Самойловское сельское поселение    |
| 59  | Гришкино             | деревня              | ↘13       | Лидское сельское поселение         |
| 60  | Дерева               | деревня              | ↘10       | Большедворское сельское поселение  |
| 61  | Дмитрово             | деревня              | ↗18       | Борское сельское поселение         |
| 62  | Дмитрово             | деревня              | ↘1        | Ефимовское городское поселение     |
| 63  | Дорогощи             | деревня              | ↗9        | Борское сельское поселение         |
| 64  | Дороховая            | деревня              | ↗17       | Борское сельское поселение         |
| 65  | Дуброва              | деревня              | →3        | Самойловское сельское поселение    |
| 66  | Дубровка             | деревня              | ↗16       | Ефимовское городское поселение     |
| 67  | Дудинское            | деревня              | →0        | Самойловское сельское поселение    |
| 68  | Дыми                 | деревня              | ↘178      | Большедворское сельское поселение  |
| 69  | Дыми                 | посёлок ж.д. станции | ↘3        | Большедворское сельское поселение  |
| 70  | Дятелка              | деревня              | ↘11       | Ефимовское городское поселение     |
| 71  | Ёлзово               | деревня              | ↘1        | Самойловское сельское поселение    |
| 72  | Ефимовский           | городской посёлок    | ↘3446     | Ефимовское городское поселение     |
| 73  | Жилоток              | деревня              | ↘23       | Борское сельское поселение         |
| 74  | Журавлёво            | деревня              | ↗134      | Ефимовское городское поселение     |
| 75  | Забелино             | деревня              | ↗43       | Ефимовское городское поселение     |
| 76  | Забелье              | деревня              | ↘2        | Ефимовское городское поселение     |
| 77  | Забелье              | деревня              | ↘5        | Лидское сельское поселение         |
| 78  | Заборье              | посёлок              | ↘1127     | Лидское сельское поселение         |
| 79  | Заголодно            | деревня              | ↘37       | Ефимовское городское поселение     |
| 80  | Замошье              | деревня              | ↗11       | Самойловское сельское поселение    |
| 81  | Заполье              | деревня              | ↘6        | Большедворское сельское поселение  |
| 82  | Заполье              | деревня              | ↘11       | Борское сельское поселение         |
| 83  | Заполье              | деревня              | ↗12       | Ефимовское городское поселение     |
| 84  | Заречье              | деревня              | ↘6        | Большедворское сельское поселение  |
| 85  | Заручевье            | деревня              | ↗4        | Самойловское сельское поселение    |
| 86  | Захожи               | деревня              | ↘12       | Самойловское сельское поселение    |
| 87  | Зиновья Гора         | деревня              | ↗54       | Большедворское сельское поселение  |
| 88  | Золотово             | деревня              | ↗18       | Борское сельское поселение         |
| 89  | Зубакино             | деревня              | ↗8        | Борское сельское поселение         |
| 90  | Ивановское           | деревня              | ↘9        | Лидское сельское поселение         |
| 91  | Ивахново             | деревня              | ↘9        | Лидское сельское поселение         |
| 92  | Известковая          | деревня              | ↘4        | Бокситогорское городское поселение |
| 93  | Ионино               | деревня              | ↗5        | Лидское сельское поселение         |
| 94  | Казённое Село        | деревня              | ↗5        | Самойловское сельское поселение    |
| 95  | Калинецкое           | деревня              | ↘0        | Самойловское сельское поселение    |
| 96  | Калитки              | деревня              | ↘0        | Ефимовское городское поселение     |
| 97  | Карповская           | деревня              | ↗8        | Самойловское сельское поселение    |
| 98  | Климово              | деревня              | ↗23       | Самойловское сельское поселение    |
| 99  | Климово              | деревня              | ↘561      | Ефимовское городское поселение     |
| 100 | Кожаково             | посёлок              | ↘36       | Ефимовское городское поселение     |
| 101 | Койгуши              | деревня              | →1        | Ефимовское городское поселение     |
| 102 | Колбеки              | деревня              | ↘93       | Борское сельское поселение         |
| 103 | Коли                 | посёлок              | ↗442      | Самойловское сельское поселение    |
| 104 | Кондратово           | деревня              | ↗4        | Бокситогорское городское поселение |
| 105 | Корвала              | деревня              | ↗14       | Ефимовское городское поселение     |
| 106 | Коргорка             | деревня              | ↗11       | Ефимовское городское поселение     |
| 107 | Коробище             | деревня              | ↗15       | Лидское сельское поселение         |
| 108 | Коростелёво          | деревня              | ↘4        | Ефимовское городское поселение     |
| 109 | Корталы-Усадище      | деревня              | →0        | Ефимовское городское поселение     |
| 110 | Косково              | деревня              | ↗9        | Самойловское сельское поселение    |
| 111 | Косой Ухаб           | посёлок              | ↘2        | Лидское сельское поселение         |
| 112 | Костерино            | деревня              | ↘1        | Лидское сельское поселение         |
| 113 | Косые Харчевни       | деревня              | →34       | Ефимовское городское поселение     |
| 114 | Красная Речка        | деревня              | ↘12       | Ефимовское городское поселение     |
| 115 | Красноборский        | посёлок              | ↘14       | Ефимовское городское поселение     |
| 116 | Красный Бор          | деревня              | ↗4        | Ефимовское городское поселение     |
| 117 | Красный Броневик     | деревня              | ↘1        | Большедворское сельское поселение  |
| 118 | Крутой Ручей         | посёлок              | ↘1        | Лидское сельское поселение         |
| 119 | Курята               | деревня              | ↘1        | Ефимовское городское поселение     |
| 120 | Ларьян               | посёлок              | ↘99       | Борское сельское поселение         |
| 121 | Лахта                | деревня              | ↘2        | Ефимовское городское поселение     |
| 122 | Ленинградский Шлюз   | хутор                | ↗4        | Большедворское сельское поселение  |
| 123 | Лесной               | посёлок              | ↘10       | Лидское сельское поселение         |
| 124 | Лидь                 | деревня              | ↘16       | Лидское сельское поселение         |
| 125 | Лиственка            | деревня              | ↗17       | Лидское сельское поселение         |
| 126 | Логиново             | деревня              | ↗17       | Ефимовское городское поселение     |
| 127 | Лопастино            | деревня              | ↘4        | Ефимовское городское поселение     |
| 128 | Лукинское            | деревня              | ↘0        | Лидское сельское поселение         |
| 129 | Максимова Гора       | деревня              | ↗6        | Борское сельское поселение         |
| 130 | Максимово            | деревня              | ↘1        | Лидское сельское поселение         |
| 131 | Малый Ручей          | деревня              | →1        | Большедворское сельское поселение  |
| 132 | Марьино Село         | деревня              | ↗23       | Лидское сельское поселение         |
| 133 | Масляная Гора        | деревня              | →0        | Большедворское сельское поселение  |
| 134 | Машнево              | деревня              | ↗24       | Ефимовское городское поселение     |
| 135 | Межуречье            | деревня              | ↗16       | Борское сельское поселение         |
| 136 | Минецкое             | деревня              | →1        | Большедворское сельское поселение  |
| 137 | Михайловские Концы   | деревня              | ↘10       | Большедворское сельское поселение  |
| 138 | Михалёво             | деревня              | ↘8        | Ефимовское городское поселение     |
| 139 | Мозолёво-1           | деревня              | ↘427      | Борское сельское поселение         |
| 140 | Мозолёво-2           | деревня              | ↘22       | Борское сельское поселение         |
| 141 | Моклаково            | деревня              | ↘0        | Ефимовское городское поселение     |
| 142 | Мошня                | деревня              | →8        | Борское сельское поселение         |
| 143 | Мулёво               | деревня              | ↗1        | Большедворское сельское поселение  |
| 144 | Мыза                 | деревня              | ↗2        | Ефимовское городское поселение     |
| 145 | Мышкино              | деревня              | ↗17       | Ефимовское городское поселение     |
| 146 | Некрасово            | деревня              | →8        | Самойловское сельское поселение    |
| 147 | Нечаевская           | деревня              | ↘8        | Лидское сельское поселение         |
| 148 | Нижница              | деревня              | ↗49       | Бокситогорское городское поселение |
| 149 | Никола               | деревня              | →0        | Ефимовское городское поселение     |
| 150 | Никольское           | деревня              | ↘32       | Лидское сельское поселение         |
| 151 | Новиково             | деревня              | ↗15       | Ефимовское городское поселение     |
| 152 | Новинка              | деревня              | →1        | Большедворское сельское поселение  |
| 153 | Новинка              | деревня              | ↘11       | Ефимовское городское поселение     |
| 154 | Новое                | деревня              | ↗5        | Бокситогорское городское поселение |
| 155 | Нос                  | деревня              | ↗23       | Ефимовское городское поселение     |
| 156 | Носово               | деревня              | →13       | Борское сельское поселение         |
| 157 | Овинец               | деревня              | ↗12       | Борское сельское поселение         |
| 158 | Озерёво              | деревня              | ↘19       | Ефимовское городское поселение     |
| 159 | Озеро-Село           | деревня              | ↘28       | Лидское сельское поселение         |
| 160 | Окулово              | деревня              | ↘0        | Ефимовское городское поселение     |
| 161 | Окулово              | деревня              | ↘36       | Самойловское сельское поселение    |
| 162 | Олонецкий Шлюз       | хутор                | →0        | Большедворское сельское поселение  |
| 163 | Ольеши               | деревня              | ↗136      | Лидское сельское поселение         |
| 164 | Орловский Шлюз       | посёлок              | ↘11       | Большедворское сельское поселение  |
| 165 | Осиновка             | деревня              | →1        | Самойловское сельское поселение    |
| 166 | Остров               | деревня              | ↘1        | Большедворское сельское поселение  |
| 167 | Остров               | деревня              | →0        | Ефимовское городское поселение     |
| 168 | Павловские Концы     | деревня              | ↗33       | Большедворское сельское поселение  |
| 169 | Падихино             | деревня              | ↗24       | Большедворское сельское поселение  |
| 170 | Пакшеево             | деревня              | ↘9        | Самойловское сельское поселение    |
| 171 | Паньково             | деревня              | ↗8        | Борское сельское поселение         |
| 172 | Пареево              | деревня              | ↗16       | Борское сельское поселение         |
| 173 | Перегорода           | деревня              | ↘1        | Лидское сельское поселение         |
| 174 | Перунь               | деревня              | →1        | Лидское сельское поселение         |
| 175 | Петрово              | деревня              | ↘2        | Ефимовское городское поселение     |
| 176 | Пикалёво             | город                | ↘19 830   | Пикалёвское городское поселение    |
| 177 | Платаново            | деревня              | ↘2        | Лидское сельское поселение         |
| 178 | Плутино              | деревня              | →0        | Самойловское сельское поселение    |
| 179 | Плутно               | деревня              | ↘0        | Лидское сельское поселение         |
| 180 | Подбережье           | местечко             | →0        | Ефимовское городское поселение     |
| 181 | Подборовье           | посёлок              | ↘639      | Лидское сельское поселение         |
| 182 | Подборовье           | деревня              | ↗11       | Самойловское сельское поселение    |
| 183 | Пожарище             | деревня              | ↘3        | Ефимовское городское поселение     |
| 184 | Половное             | деревня              | ↘18       | Борское сельское поселение         |
| 185 | Порог                | деревня              | ↘0        | Большедворское сельское поселение  |
| 186 | Поток                | деревня              | ↗41       | Лидское сельское поселение         |
| 187 | Прокушево            | деревня              | ↘2        | Ефимовское городское поселение     |
| 188 | Пронино              | деревня              | →1        | Самойловское сельское поселение    |
| 189 | Пудрино              | деревня              | →0        | Ефимовское городское поселение     |
| 190 | Пустая Глина         | деревня              | ↗23       | Борское сельское поселение         |
| 191 | Пятино               | деревня              | →3        | Ефимовское городское поселение     |
| 192 | Радогощь             | деревня              | ↗331      | Ефимовское городское поселение     |
| 193 | Ростань              | деревня              | ↗14       | Ефимовское городское поселение     |
| 194 | Рудная Горка         | деревня              | ↗41       | Борское сельское поселение         |
| 195 | Рыбежка              | деревня              | ↗1        | Большедворское сельское поселение  |
| 196 | Рязанский Шлюз       | местечко             | ↘0        | Самойловское сельское поселение    |
| 197 | Савино               | деревня              | →8        | Борское сельское поселение         |
| 198 | Самойлово            | деревня              | ↗185      | Самойловское сельское поселение    |
| 199 | Саньков Бор          | деревня              | ↘0        | Ефимовское городское поселение     |
| 200 | Сара                 | деревня              | ↗6        | Самойловское сельское поселение    |
| 201 | Сафоново             | деревня              | →0        | Ефимовское городское поселение     |
| 202 | Сёгла                | деревня              | ↗190      | Бокситогорское городское поселение |
| 203 | Селиваново           | деревня              | ↘15       | Самойловское сельское поселение    |
| 204 | Селище               | деревня              | →3        | Большедворское сельское поселение  |
| 205 | Селище               | деревня              | ↗98       | Борское сельское поселение         |
| 206 | Селище               | деревня              | ↗11       | Борское сельское поселение         |
| 207 | Селище               | деревня              | ↗39       | Ефимовское городское поселение     |
| 208 | Сельхозтехника       | посёлок              | ↘473      | Борское сельское поселение         |
| 209 | Семёново             | деревня              | →6        | Ефимовское городское поселение     |
| 210 | Сенно                | деревня              | ↗10       | Бокситогорское городское поселение |
| 211 | Сидорово             | деревня              | ↘21       | Ефимовское городское поселение     |
| 212 | Симоново             | деревня              | ↗7        | Бокситогорское городское поселение |
| 213 | Синёнка              | деревня              | ↗7        | Большедворское сельское поселение  |
| 214 | Славково             | деревня              | ↘15       | Борское сельское поселение         |
| 215 | Слизиха              | деревня              | →11       | Самойловское сельское поселение    |
| 216 | Совхозный            | посёлок              | ↘654      | Самойловское сельское поселение    |
| 217 | Сомино               | село                 | ↘240      | Ефимовское городское поселение     |
| 218 | Сосновый Бор         | деревня              | ↘4        | Ефимовское городское поселение     |
| 219 | Спирово              | деревня              | ↗13       | Самойловское сельское поселение    |
| 220 | Спирово              | деревня              | ↘15       | Ефимовское городское поселение     |
| 221 | Старина              | деревня              | →5        | Большедворское сельское поселение  |
| 222 | Стехново             | деревня              | ↘3        | Лидское сельское поселение         |
| 223 | Струги               | деревня              | ↗28       | Самойловское сельское поселение    |
| 224 | Сухая Нива           | деревня              | ↘1        | Ефимовское городское поселение     |
| 225 | Сычово               | деревня              | ↘0        | Самойловское сельское поселение    |
| 226 | Тарасово             | деревня              | ↗5        | Самойловское сельское поселение    |
| 227 | Тедрово              | деревня              | ↗2        | Ефимовское городское поселение     |
| 228 | Толсть               | деревня              | ↘19       | Ефимовское городское поселение     |
| 229 | Труфаново            | деревня              | ↘13       | Большедворское сельское поселение  |
| 230 | Труфаново            | деревня              | →3        | Ефимовское городское поселение     |
| 231 | Турандино            | деревня              | ↗43       | Ефимовское городское поселение     |
| 232 | Тургошь              | посёлок              | ↘10       | Лидское сельское поселение         |
| 233 | Турково              | деревня              | ↘8        | Большедворское сельское поселение  |
| 234 | Турлинский лесопункт | посёлок              | →0        | Большедворское сельское поселение  |
| 235 | Тушемля              | деревня              | ↗15       | Ефимовское городское поселение     |
| 236 | Угол                 | деревня              | →1        | Самойловское сельское поселение    |
| 237 | Ульяновщина          | деревня              | ↗19       | Большедворское сельское поселение  |
| 238 | Усадище              | деревня              | ↗21       | Бокситогорское городское поселение |
| 239 | Усадище              | деревня              | ↗25       | Ефимовское городское поселение     |
| 240 | Усадище-Дыми         | деревня              | ↗6        | Большедворское сельское поселение  |
| 241 | Утишье               | посёлок              | ↘142      | Лидское сельское поселение         |
| 242 | Утликово             | деревня              | ↘0        | Ефимовское городское поселение     |
| 243 | Фалилеево            | деревня              | ↘7        | Самойловское сельское поселение    |
| 244 | Фетино               | посёлок              | →1        | Ефимовское городское поселение     |
| 245 | Финиково             | деревня              | ↘1        | Самойловское сельское поселение    |
| 246 | Фомкино              | деревня              | ↘3        | Самойловское сельское поселение    |
| 247 | Хитиничи             | деревня              | ↘2        | Большедворское сельское поселение  |
| 248 | Чайгино              | деревня              | ↗2        | Ефимовское городское поселение     |
| 249 | Часовня              | деревня              | ↗15       | Самойловское сельское поселение    |
| 250 | Чевакино             | деревня              | ↘5        | Ефимовское городское поселение     |
| 251 | Черкасова Горка      | деревня              | ↗5        | Самойловское сельское поселение    |
| 252 | Черницы              | деревня              | ↗23       | Большедворское сельское поселение  |
| 253 | Чисть                | деревня              | →1        | Ефимовское городское поселение     |
| 254 | Чудская              | деревня              | ↘3        | Ефимовское городское поселение     |
| 255 | Чудцы                | деревня              | →35       | Самойловское сельское поселение    |
| 256 | Чудцы                | посёлок ж.д. станции | ↗40       | Самойловское сельское поселение    |
| 257 | Чурилова Гора        | деревня              | ↗9        | Самойловское сельское поселение    |
| 258 | Шибалово             | деревня              | →19       | Лидское сельское поселение         |
| 259 | Шульгино             | деревня              | ↘6        | Ефимовское городское поселение     |
| 260 | Яковлево             | деревня              | ↘26       | Большедворское сельское поселение  |
| 261 | Якшино               | деревня              | ↗19       | Лидское сельское поселение         |

Упразднённые населённые пункты:
- 1995 год — кордон Долгое Болото Соминской волости[37]
- 2004 год — деревня Кузнецово[38].

- 2007 год в Законодательном Собрании Ленинградской области рассматривался вопрос об упразднении населённого пункта Олонецкий Шлюз Бокситогорского района в связи с отсутствием проживающего населения, однако данный законопроект был отклонён.

## Органы власти
Представительную власть в районе осуществляет Совет депутатов. В него входят по 2 представителя от каждого поселения: глава поселения и один из депутатов, избранный Советом депутатов поселения из своих рядов. Совет депутатов района возглавляет глава района, выбираемый Советом из своих рядов. Главой района является Тихонов Валерий Иванович.
Исполнительную власть в районе осуществляет администрация. Глава администрации назначается Советом депутатов из числа кандидатов, отобранных специальной конкурсной комиссией, члены которой назначаются Советом депутатов района и губернатором Ленинградской области. С 1 января 2006 года главой администрации района является Мухин Сергей Флегмонтович.

## Экономика

### Промышленность
Основу экономики района составляет промышленность, её удельный вес в общем объёме отгруженных товаров, выполненных работ и услуг составил за 2006 год 74,3 %, в общем объёме промышленной продукции области — 3,2 %.
Основными промышленными центрами района являются города Пикалёво и Бокситогорск, в которых расположены предприятия алюминиевой и химической промышленности:
- ОАО «РУСАЛ Бокситогорский глинозём» (входит в холдинг «Русский алюминий»)
- Филиал «Пикалевский глинозёмный завод — СУАЛ» ООО «СУАЛ»
- ЗАО «Метахим» — производство соды и поташа
- ООО «Биохим завод» — производство изделий из пластмасс, добыча торфа

В 2006 году объём производства промышленной продукции по району составил 5805 млн рублей.
Зимой 2008—2009 года были остановлены градообразующие предприятия города Пикалёво, что привело к массовым сокращениям сотрудников и росту социальной напряжённости.
В 2009 году в деревне Чудцы Бокситогорского района состоялся запуск первой очереди деревообрабатывающего комплекса ООО «Майер-Мелнхоф Хольц Ефимовский» («ММ-Ефимовский»). Это один из самых крупных (на начало 2011 года) заводов по производству пиломатериалов в России, проектная мощность — 350 тыс. м3 пиломатериалов в год.

### Сельское хозяйство
В районе функционируют 2 сельскохозяйственных предприятия:
- ООО «Сельскохозяйственное предприятие „Петродвор“» (производство молока, откорм свиней, разведение кур-несушек и овец)
- ООО «Сельскохозяйственное предприятие „Климово“» (свиноводство)

### Транспорт
По территории района проходят железнодорожные линии:
- Санкт-Петербург — Пикалёво — Вологда
- Большой Двор — Бокситогорск (ведомственная линия без пассажирского сообщения)
- Подборовье — Кабожа

Также в районе находятся системы узкоколейных железных дорог:
- на юг от станции Коли
- к северу от станции Ефимовская
- в северо-восточной части района

По территории района проходят автодороги:
- А114 (Вологда — Новая Ладога)
- 41К-030 (Красная Речка — Турандино)
- 41К-031 (Дыми — Бочево)
- 41К-032 (Заголодно — Сидорово — Радогощь)
- 41К-033 (Сомино — Ольеши)
- 41К-034 (Пикалёво — Струги — Колбеки)
- 41К-035 (Большой Двор — Самойлово)
- 41К-036 (Галично — Харчевни)
- 41К-038 (Радогощь — Пелуши)
- 41К-039 (Бокситогорск — Батьково)
- 41К-040 (Пелуши — Сидорово)
- 41К-041 (Ольеши — Нечаевская)
- 41К-042 (подъезд к г. Бокситогорск)
- 41К-190 (подъезд к дер. Подборовье)
- 41К-191 (Самойлово — Велье)
- 41К-278 (Климово — Забелино)
- 41К-281 (Колбеки — Дороховая)
- 41К-282 (подъезд к дер. Струги)
- 41К-283 (подъезд к дер. Борки)
- 41К-285 (Сухая Нива — Михалёво)
- 41К-286 (подъезд к дер. Мыза)
- 41К-289 (Спирово — Лопастино)
- 41К-290 (Дороховая — Овинец)
- 41К-292 (Половное — Дорогощи)
- 41К-294 (Струги — Дудинское)
- 41К-295 (Окулово — Володино)
- 41К-296 (подъезд к дер. Селиваново и Замошье)
- 41К-297 (Окулово — Слизиха)
- 41К-298 (Борки — Хитиничи)

Автобусное сообщение представлено городскими маршрутами Бокситогорска и Пикалёво, а также пригородными и междугородными маршрутами. Местные перевозчики:
- ООО «Пассажиравтотранс» (до 2010 года — МУП «Бокситогорскпассажиравтотранс»)
- ООО «Пальмира» (пикалёвский/ тихвинский филиалы)

Перевозки в рамках социального заказа районной администрации на городских и пригородных маршрутах выполняют два перечисленных перевозчика.
Ведётся строительство газопровода «Северный поток».

## Культура
В районе ежегодно проводятся следующие праздники:
- Народное гуляние «Прощай матушка-зима» (Масленица) — в Пикалёве
- Сырный день — народный праздник вепсской культуры в деревне Сидорово
- «Русский Двор» — фестиваль народного творчества в Пикалёве

## Пресса
В Бокситогорском районе по состоянию на 2010 год еженедельно по средам выходит три общественно-политические газеты, все три распространяются в районе как в розницу, так и по подписке:
- «Новый путь» — официальное издание администраций Бокситогорска и района (издаётся с 1953 года), указанный в выходных данных тираж — 2500 экз. (издание распространяется только в Бокситогорском районе, активно выписывается различными учреждениями ради приложения «Вестник», публикующего плоды местного нормотворчества),
- «Рабочее слово» — официальное издание администрации Пикалёвского городского поселения (трансформировалась из одноимённой газеты глинозёмного завода, выпускавшейся с конца 1950-х годов), тираж — 3000 экз., распространяется на территории всего района,
- «Наши Бокситы» — независимое издание, основано в 2009 году, указанный в выходных данных по состоянию на декабрь 2010 года тираж — 4400 экз. (за счёт того, что распространяется также в Тихвинском районе с местной еженедельной газетой).

## Природопользование и природоохрана

### Ситуация до начала 1990-х годов
С момента образования города Бокситогорска, на территории района велась активная добыча полезных ископаемых.
Бокситогорским глинозёмным заводом проводилась добыча бокситов — руды, используемой при производстве алюминия. Выработка велась открытым карьерным способом, в результате в окрестностях города образовалось более 20 карьеров, окружённых отвалами пустой породы. До 1990-х годов проводилась рекультивация этих земель, на отвалах высаживались деревья (сосна, ель). С ухудшением экономического состояния в стране, рекультивация земель была прекращена, позднее прекратилась и добыча бокситов. Завод перешёл на привозное сырьё.
В окрестностях посёлка Ларьян проводились торфоразработки. Добычу торфа осуществлял Биохимический завод. В конце 1990-х годов производство было свёрнуто, разработки прекращены.
Лесозаготовку вели леспромхозы (Ефимовский, Бокситогорский и др.) На вырубленных участках проводились планомерные лесовосстановительные и лесозащитные работы.

### Период с начала 1990-х годов по настоящее время

Вырубка леса в излучине реки Дымка

С введением в стране рыночной экономики, в районе началась неконтролируемая вырубка лесов. Бралась деловая древесина наиболее ценных пород (ель, сосна, берёза). Зачастую, чёрные лесорубы вывозили только ствол, оставляя крону, ветви и комель дерева гнить в лесу. Вырубки производились и в пригородной зоне, используемой жителями города для отдыха и сбора грибов и ягод. К концу 2010-х годов в районе был уничтожен лес на огромных площадях, что стало возможным при попустительстве и покровительстве местных и областных органов власти.
В результате, к настоящему времени на месте вырубок, происходит активное замещение биоценоза хвойной тайги на виды, характерные для пустырно-кустарникового ландшафта.
В последние два года наблюдается заметное снижение незаконных вырубок леса. Это связано, как с начавшейся реальной борьбой с этим явлением, так и со значительным уменьшением площадей, занятых деловой древесиной.

### Внедрение инвазионных видов
Большой ущерб ослабленной от вырубок леса экосистеме, приносят инвазионные виды, внедряющиеся в существующую биоту. Такие виды, не имея естественных врагов, начинают активно размножаться, разрушая существующий экологический баланс.
На территории Бокситоргского района большое распространение получил борщевик (Heracleum sosnowskyi), активно расселяющийся вдоль дорог и на территориях заброшенных сельхозугодий, принадлежащих ранее совхозам. Борщевик, обладая способностью вызывать сильные и долго не заживающие ожоги, является опасным для человека растением.
Угрожающих размеров достигает распространение кустарника вида облепихи крушинковидной (Hippophae rhamnoides). Растение заселяет малоплодородные земли, в основном бывшие отвалы горных разработок.
Оба вида, активно расселяясь на больших площадях, вытесняют представителей местных биоценозов. Никакой борьбы с этими активными сорняками не ведётся.

## Достопримечательности
- Троицкий Антониево-Дымский монастырь (деревня Красный Броневик)
- Свято-Троицкий женский скит в деревне Сенно[43]
- Астрачи — военно-исторический мемориал памяти сражений за Тихвин
- Пикалёвский краеведческий музей
- Бокситогорский центр истории и культуры родного края

Также в населённых пунктах района расположены 3 церкви, 2 часовни, несколько памятных мемориалов и исторических усадеб.
- Река Рагуша, часть русла которой объявлена памятником природы. Вода на этом участке на 1,5 километра уходит под землю, оставляя на поверхности сухое русло. В местах выхода воды на поверхность — живописные небольшие водопады, зимой — ледопады.

## Образование
Средние профессиональные заведения:
- Государственное автономное профессиональное образовательное учреждение «Борский агропромышленный техникум»

## Известные жители и уроженцы[44]
- В. А. Волков (1914—1996) — Герой Советского Союза, родился в селе Журавлёво
- Н. И. Завьялов (1913—1989) — Герой Советского Союза, генерал-майор, родился в деревне Бор
- Л. А. Мухачёва (1947) — олимпийская чемпионка 1972 года в Саппоро